# Bogusława Whyatt
Bogusława Maria Whyatt – polska językoznawczyni, dr hab. nauk humanistycznych, profesor uczelni i kierownik Zakładu Studiów Psycholingwistycznych Wydziału Anglistyki Uniwersytetu im. Adama Mickiewicza w Poznaniu.

## Życiorys
29 czerwca 2000 obroniła pracę doktorską Psycholingwistyczne badanie procesów rozumienia i produkcji: podejmowanie decyzji w celu przeniesienia znaczenia w tłumaczeniu, 28 marca 2014 uzyskała stopień doktora habilitowanego. Została zatrudniona na stanowisku adiunkta w Instytucie Filologii Angielskiej na Wydziale Neofilologii Uniwersytetu im. Adama Mickiewicza.
Awansowała na stanowisko profesora uczelni i kierownika w Zakładzie Studiów Psycholingwistycznych na Wydziale Anglistyki Uniwersytetu im. Adama Mickiewicza w Poznaniu.
Jest kuratorem Zakładu Studiów nad Przekładem Wydziału Anglistyki Uniwersytetu im. Adama Mickiewicza w Poznaniu.